# Chiesa di Santa Caterina della Spina Corona
La chiesa di Santa Caterina della Spina Corona è una chiesa monumentale di Napoli ubicata in via Guacci Nobile. Su una delle pareti esterne dell'edificio è poggiata la Fontana della Spinacorona detta localmente delle Zizze.

## Storia e descrizione
Venne fondata nel XIV secolo dai nobili del Seggio del Nilo e venne dedicata a Santa Caterina.
Ricostruita nel XVII secolo con le reddite della chiesa su progetto di Giovanni Ambrogio Mazenta, conserva ancora le porte originali dell'ingresso. Nell'interno sono conservati altari secenteschi marmorei e qualche tela.
Secondo le intenzioni dell'arcivescovo di Napoli card. Crescenzio Sepe il complesso che in origine era una sinagoga, ritornerà a breve alla comunità ebraica.